# Le Huitième Cercle de l'Enfer
Le Huitième Cercle de l'Enfer (The Eighth Circle) est un roman policier de Stanley Ellin paru en 1958. Il remporte l'année suivante le prix Edgar-Allan-Poe du meilleur roman décerné par les Mystery Writers of America.
Le roman est traduit en français par Jeanne Fournier-Pargoire en 1960, chez Fayard, au no 82 de la collection L'Aventure criminelle.

## Résumé
Sans états d'âme, Murray Kirk dirige son agence de détectives privés comme une entreprise : il est moins intéressé par la justice que par le compte de ses profits et pertes. 
Quand il est chargé d'enquêter pour défendre un jeune policier accusé de corruption, il ne se fait pas d'illusions, car il en sait assez long sur la corruption de la police de New York. Mais lorsqu'il rencontre la fiancée du jeune policier, Kirk en apprend encore plus et, au cours de ses investigations, il se retrouve dans une vraie descente aux enfers dans le milieu trouble des bookmakers, des gangsters et des politiciens corrompus : un monde où un jeune flic honnête est toujours gênant, voire nuisible...

## Éditions
Édition originale en anglais
- (en) Stanley Ellin, The Eight Circle, New York, Random House, 1958

Éditions françaises
- (fr) Stanley Ellin (auteur) et Jeanne Fournier-Pargoire (traducteur), Le Huitième Cercle de l'Enfer [« The Eight Circle »], Paris, Fayard, coll. « L'Aventure criminelle no 82 », 1960 (BNF 32958118)
- (fr) Stanley Ellin (auteur) et Jeanne Fournier-Pargoire (traducteur) (trad. de l'anglais), Le Huitième Cercle de l'Enfer [« The Eight Circle »], Paris, Nouvelles Éditions Oswald, coll. « Le Miroir obscur no 14 », 1980, 190 p. (ISBN 2-7304-0067-2, BNF 34684120)

## Prix et distinction
- Prix Edgar-Allan-Poe du meilleur roman 1959[1]